# Frozen in Time
Frozen in Time è il quinto album della band Death metal statunitense Obituary del 2005.

## Tracce
1. Redneck Stomp (J. Tardy/D. Tardy/West) – 3:32
2. On the Floor (J. Tardy/D. Tardy/West) – 3:10
3. Insane (J. Tardy/D. Tardy/West) – 3:25
4. Blindsided (J. Tardy/D. Tardy/West) – 2:56
5. Back Inside (Peres/J. Tardy/D. Tardy) – 2:42
6. Mindset (J. Tardy/D. Tardy/West) – 3:54
7. Stand Alone (Peres/J. Tardy/D. Tardy) – 3:44
8. Slow Death (J. Tardy/D. Tardy/West) – 3:03
9. Denied (Peres/J. Tardy/D. Tardy) – 3:37
10. Lockjaw (Peres/J. Tardy/D. Tardy) – 4:13

## Formazione
- John Tardy - voce
- Allen West - chitarra
- Trevor Peres - chitarra
- Frank Watkins - basso
- Donald Tardy - batteria